# 일염색체성
홑염색체 또는 일염색체성(monosomy)은 상동 염색체가 한 벌밖에 없는 것을 말한다.
상염색체가 한벌 뿐이면 뱃속에서 사망하거나  태어나자마자 죽는다. 묘성 증후군은 5번 염색체 한 벌의 끝부분이 잘려나가서 끝부분이 일염색체성인 병이다.

## 같이 보기
- 유산 (의학)